# تشين كيم
تشين كيم (بالإنجليزية: Chin Kim)‏ هو عازف كمان أمريكي، ولد في 1957.

## وصلات خارجية
- تشين كيم على موقع ميوزك برينز (الإنجليزية)